# Alessandro Longhi
Alessandro Longhi, vlastním jménem Alessandro Falca (12. června 1733 Benátky – listopad (?) 1813 Benátky), byl významný benátský portrétista, který v roce 1762 vydal Compendio delle Vite de Pittori Veneziani istorici, knihu, která se stala jedním z nejvýznamnějších zdrojů informací o historii benátského malířství 18. století.

## Životopisná data a umělecká tvorba
Alessandro Longhi se narodil v rodině Pietra Longhiho, významného benátského malíře žánrových obrazů. Byl nejstarší z jedenácti dětí, z nichž jen tři se dožily dospělosti. Základy malířských technik získal v dílně svého otce Pietra Longhiho (1701/02–1785). Specializace v portrétní malbě se mu dostalo v dílně Giuseppe Nogariho (1699–1763), představitele benátské rokokové malby první poloviny 18. století. Alessandro Longhi se 30. září 1759 oženil s Marinou Gaggiettou a usídlili se v domě malířových rodičů, který se nacházel ve farnosti San Pantalon. V té době jeho malba vykazovala nejen vliv Giuseppe Nogariho, ale i jeho otce Pietra Longhiho. K malířovým prvním významným portrétům patří Portrét Carla Goldoniho (asi 1750), který byl dobrým přítelem Alessandrova otce. Malíř namaloval téměř identickou verzi tohoto portrétu (dnes v Palazzo Rizzo-Centani) ještě před rokem 1762, kdy spisovatel a dramatik opustil Benátky a natrvalo se usídlil v Paříži.

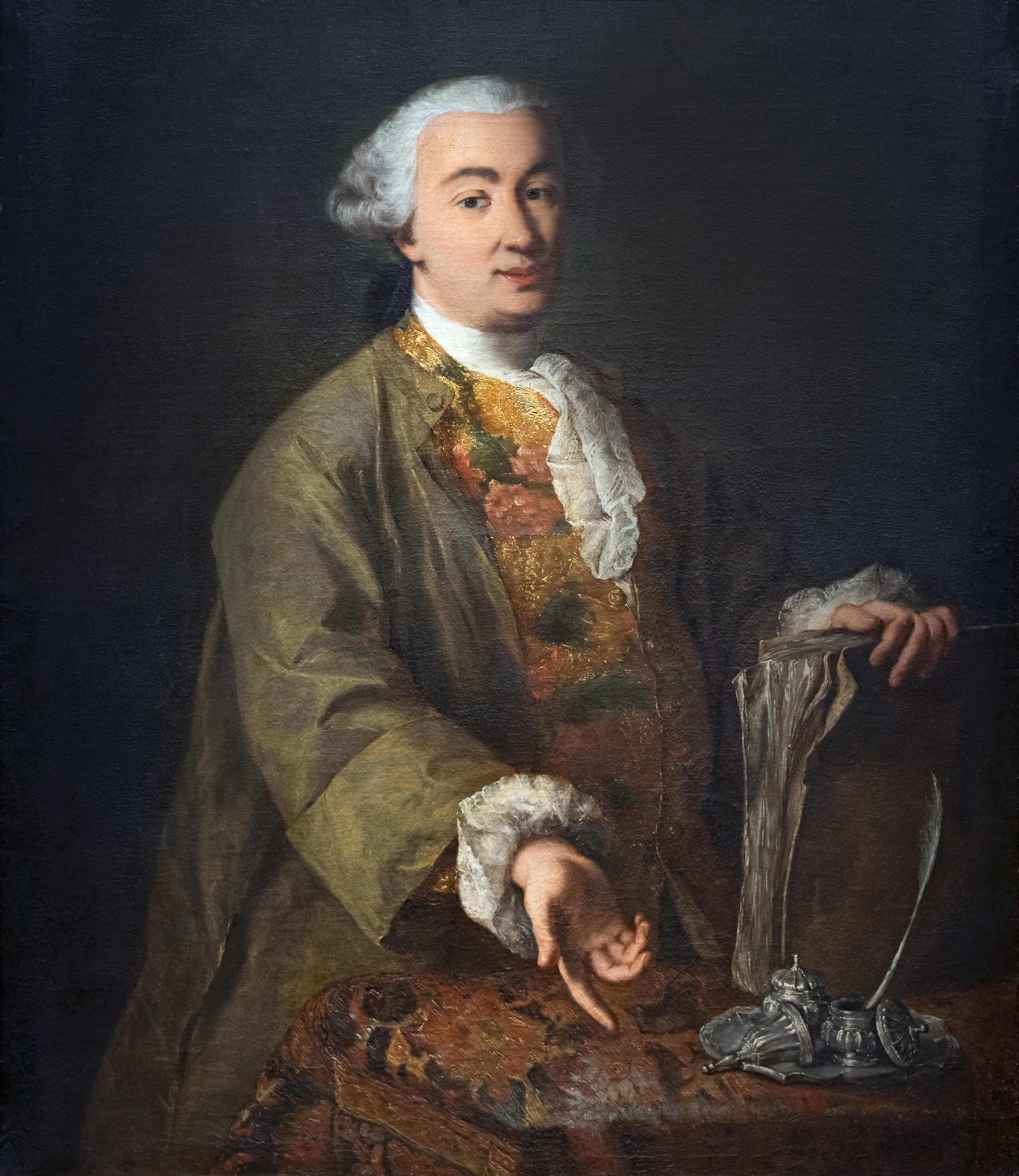
Portrét Carla Goldoniho (asi 1750, Casa di Goldoni, Benátky)

V roce 1759 byl Alessandro Longhi zvolen členem Benátské akademie, pro kterou namaloval jeden z nemnoha žánrových obrazů nazvaný Malířství a odměna (asi 1760/62, Galleria dell´Accademia, Benátky). Malíř později obraz převedl do rytiny, kterou věnoval anglickému konzulovi v Benátkách Johnu Udrymu. V následujícím roce malíř vydal publikaci nazvanou Sbírka portrétů nejuznávanějších benátských malířů současnosti, která obsahovala 24 portrétních rytin. Tento soubor byl věnován Francesco Pisanimu, představiteli starobylé benátské aristokracie. Již v roce 1758 však malíř namaloval dvě verze rodinného portrétu pro rodinu Pisani ze Santo Stefano. Jednu verzi vlastní benátská Galleria dell´Accademia s názvem Rodina prokurátora Luigi Pisaniho. Na obraze vidíme prokurátora San Marco Luigi Pisaniho s jeho manželkou Paolinou Gambara, s jejich syny a dcerami, ale i s dóžetem Alvise Pisanim a Luigiho bratry. Jedná se o mistrovské dílo Evropského portrétního malířství 18. století, které již anticipuje portréty Francisca Goyi (1746–1828).

Rodina pokurátora Luigi Pisaniho (1758, Galleria dell´Accademia, Benátky)

V roce 1762 malíř původní rytiny obsažené ve Sbírce portrétů benátských malířů znovu použil ve vydání Compendio delle Vite de Pittori Veneziani istorici, kdy každou rytinu doprovázela biografie uvedeného malíře napsaná neznámým autorem. Asi o rok dříve zhotovil lept Pokušení svatého Antonína podle stejnojmenného otcova obrazu určeného pro Benátskou akademii. V polovině 60. let 18. století vzniklo několik portrétů benátské nobility, mezi kterými vyniká Portrét Carla Lodoliho, který se, podobně jako Goldoni, dobře znal s Alessandrovým otcem Pietrem Longhim. Carlo Lodoli byl uznávaným architektem a nesmlouvavým kritikem zvyklostí v daném oboru. Portrét datovaný do doby před rokem 1770 je vystavený v benátské Galleria dell´Accademia.

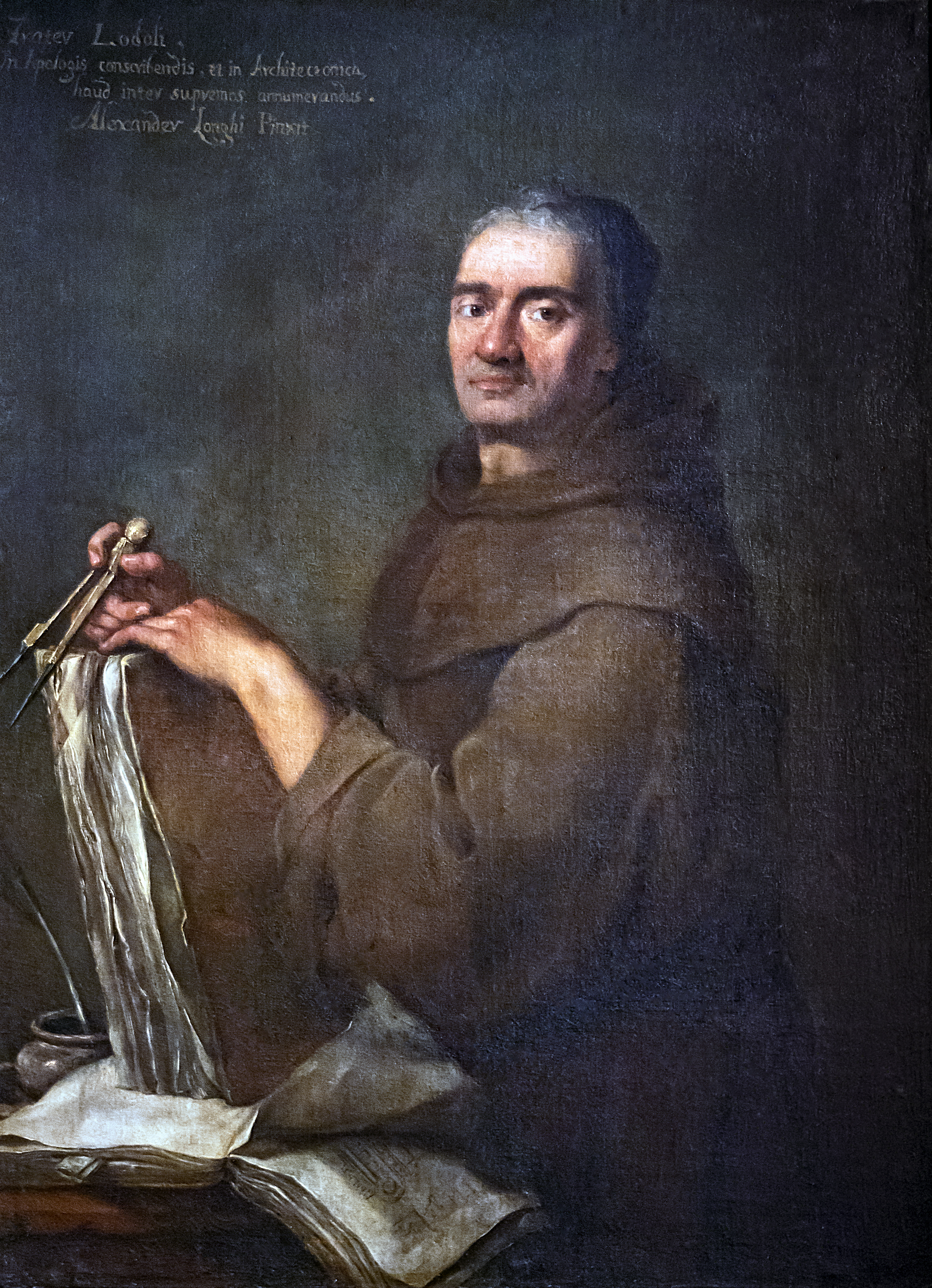
Portrét Carla Lodoliho (asi 1765, Galleria dell´Accademia, Benátky)

V roce 1767 byl Alessandro Longhi zvolen prokurátorem San Marco. V souvislosti s tímto zvolením byl malíř vyzván, aby namaloval celofigurální portrét dóžete Alvise Giovanni Moceniga (1763–1779), neboť Akademie měla ve zvyku nechat zhotovit portrét dóžete během období jeho funkce. Jeden z nemnoha sakrálních obrazů nazvaný Navštívení malíř namaloval v roce 1769. V následujícím roce vznikl portrét senátora Angela Memma (dnes Museo Correr, Benátky). Pro tyto portréty se od 70. let 18. století malíř stal velmi váženým a vyhledávaným umělcem a to až do konce století. Historici umění však tyto portréty označují za díla s nevyrovnanou kvalitou. Na jedné straně namaloval oduševnělý portrét Carla Lodoliho ve střídmém oblečení, ale v mnoha jiných případech věnoval větší pozornost bohatosti oblečení konkrétní osoby než zachycení jeho charakterových vlastností. Příkladem malířova přednostního zájmu o detaily oděvu portrétované osoby může být Portrét senátora Pisaniho, benátského vyslance v Konstantinopoli (Chrysler Museum of Art, Norfolk, Virginie, USA). Naopak ke zdařilým portrétům patří také malířův portrétní obraz italského hodináře a inženýra nazvaný Portrét Bartolomea Ferracina (asi 1777, Ca´Rezzonico, Benátky) nebo Portrét lékaře Giana Pietra Pellegriniho (Athenaeum, Benátky)

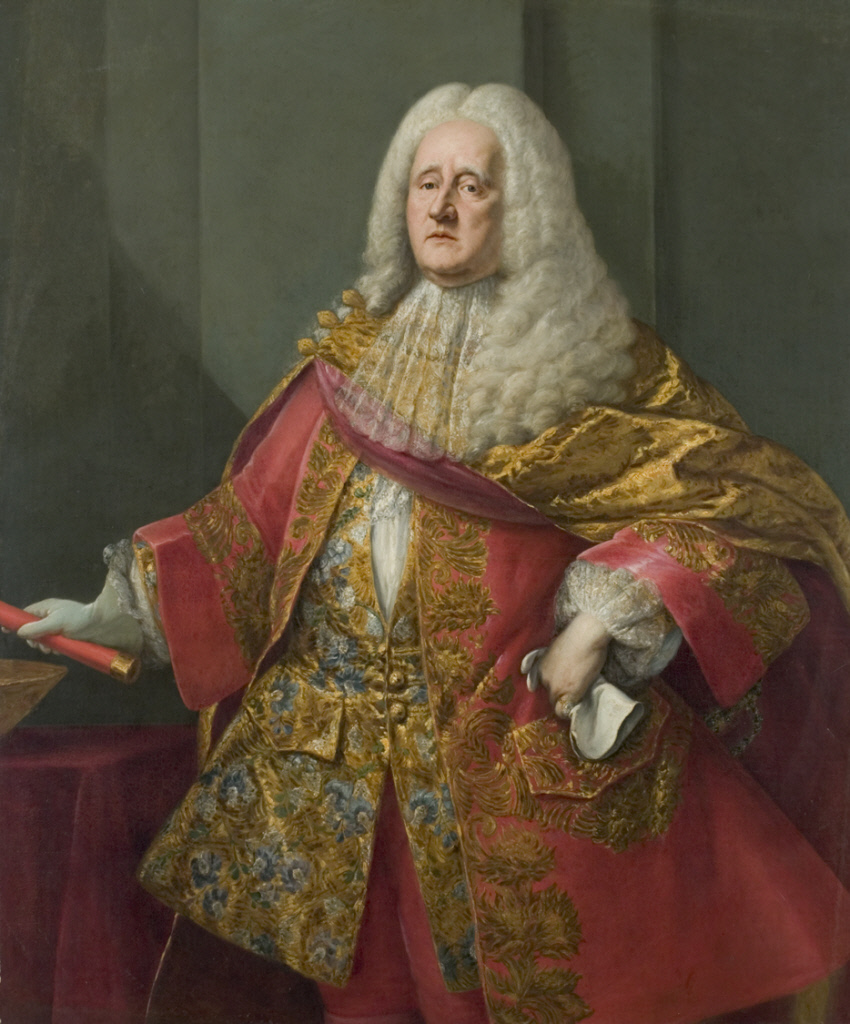
Portrét senátora Pisaniho, benátského vyslance v Konstantinopoli (Chrysler Museum of Art, Norfolk, Virginie, USA)

V roce 1780 Alessandro Longhi namaloval postavy apoštolů Tadeáše a Matouše na pendentivy kostelní kaple v San Pantalon. V následujících dvou letech namaloval ještě čtyři alegorická plátna zobrazující Spravedlnost, Dobrotivost, Rozvážnost a Milosrdenství. Přibližně v téže době namaloval i Portrét dóžete Paola Reniera a portréty významných benátských malířů (Bassano, Tintoretto, Tizian, Veronese), dnes považované za ztracené. V roce 1790 se Alessandro Longhi znovu oženil s Angelou Marií Piccini. Poslední dva známé portréty malíř namaloval nejspíše v roce 1797. Z jeho dalších malířských aktivit je znám oltářní obraz Nejsvětější srdce Ježíšovo, určený pro oratoř svatých Petra a Pavla, který malíř dokončil krátce před svou smrtí v roce 1813.

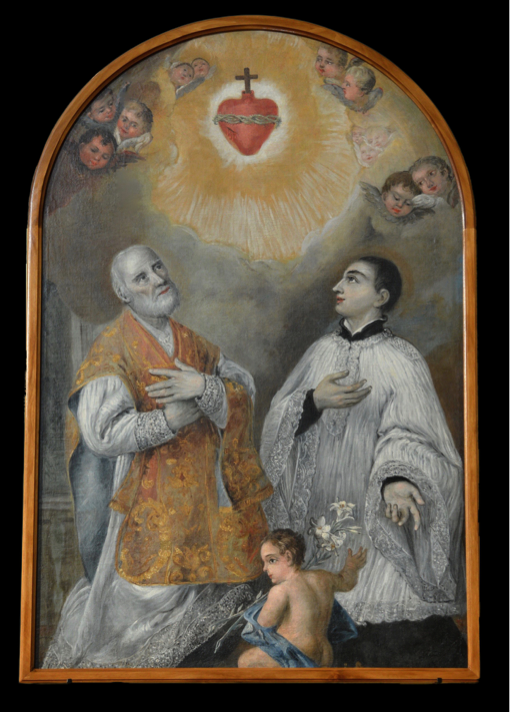
Nejsvětější srdce Ježíšovo (1812/13; oltářní obraz určený pro oratoř svatých Petra a Pavla v Benátkách)

Alessandro Longhi byl nejen úspěšný malíř portrétů, ale i velmi dobrý rytec a tiskař. Dokladem toho může být nejen výše zmíněné Compendium (1762), ale i řada ryteckých přepisů žánrových obrazů malířova otce Pietra Longhiho (1701/02–1785), jak to dokládá lept otcova obrazu Nosorožec Clara v době benátského karnevalu zhotovený krátce po jeho dokončení (po 1751, Metropolitní muzeum umění v New Yorku, USA).

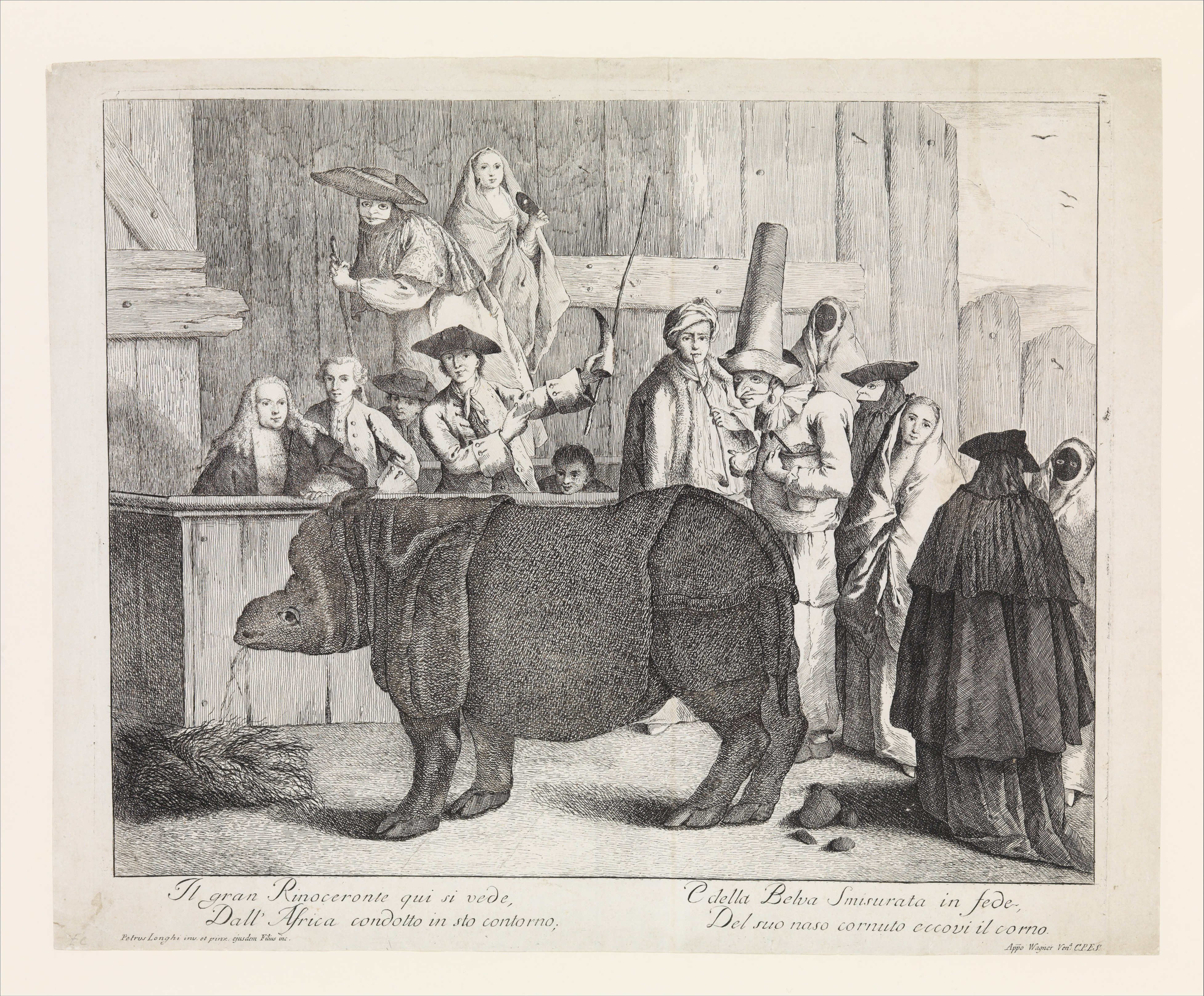
Nosorožec Clara v době benátského karnevalu (po 1751, Metropolitní muzeum umění v New Yorku, USA)

Do grafického listu malíř převedl i svůj žánrový obraz Malířství a odměna z počátku 60. let 18. století. V obecné rovině rytecký styl Alessandra Longhiho vykazoval silné ovlivnění rytinami Rembrandta van Rijn (1606–1669).

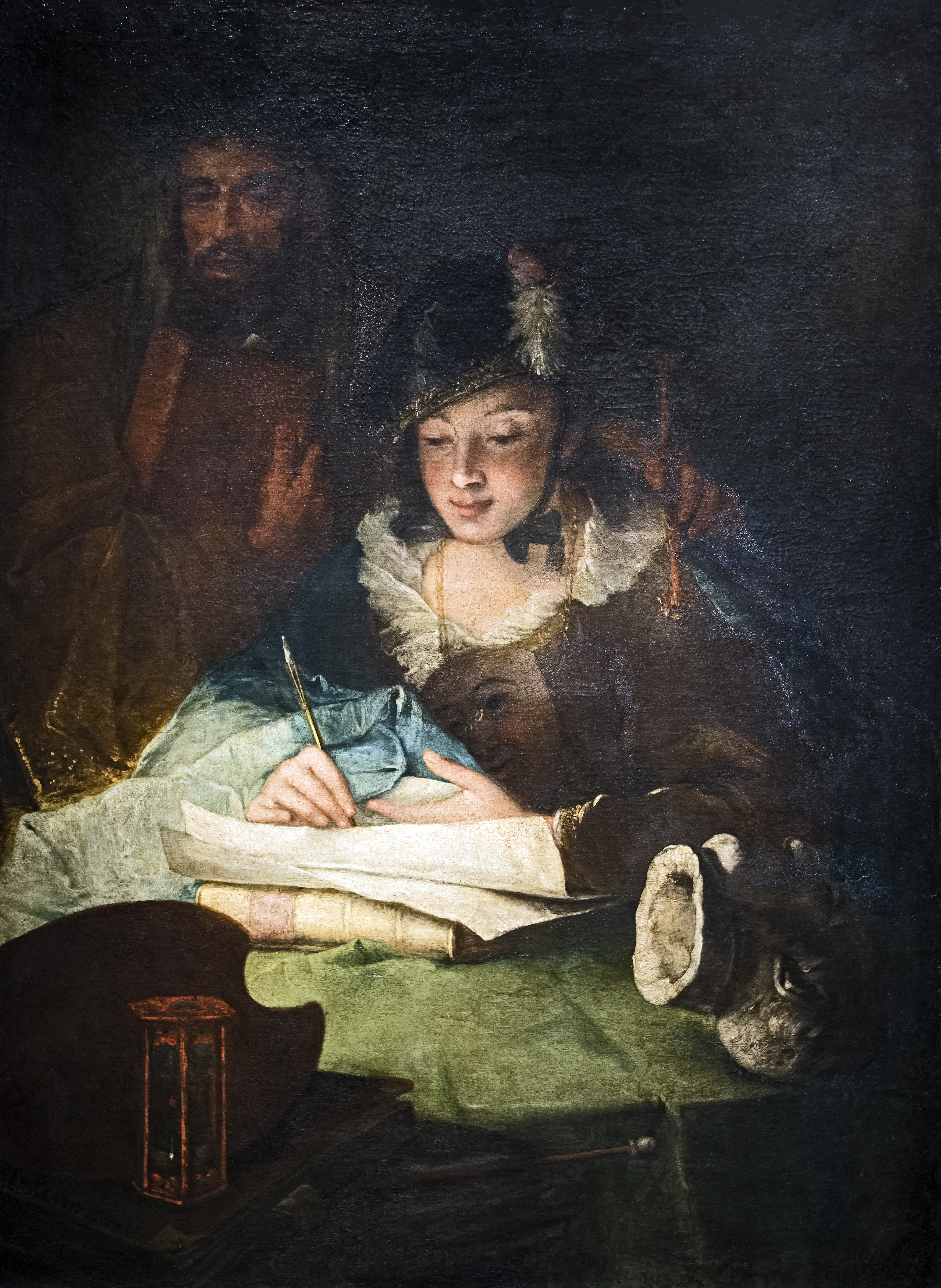
Malířství a odměna (1760/62, Galleria dell´Accademia, Benátky)

## Umělecko-historický význam malířského díla Alessandra Longhiho
Alessandro Longhi byl nejen nejlepším benátským portrétistou druhé poloviny 18. století, ale i výborným grafikem, který ve svých rytinách čerpal především z témat žánrových obrazů svého otce Pietra Longhiho. Jeho série portrétních rytin významných benátských malířů obsažená v Compendio delle Vite de Pittori Veneziani istorici (1762) představuje jeden z nejvýznamnějších zdrojů informací týkajících se historie benátského malířství 18. století., Historickým dokumentem jsou však i malířovy portréty předních benátských osobností a významných představitelů Benátské republiky své doby, v nichž vycházel z otcovy rokokové malby a benátského renesančního umění 16. století.